# Castelnau-de-Brassac
Pour les articles homonymes, voir Castelnau.
Castelnau-de-Brassac est une ancienne commune française située dans le département du Tarn en région Occitanie.
Elle est, depuis le 1er janvier 2016, une commune déléguée de la commune nouvelle de Fontrieu.

## Géographie

### Localisation
Castelnau-de-Brassac est une commune du Massif central située sur les monts de Lacaune,.

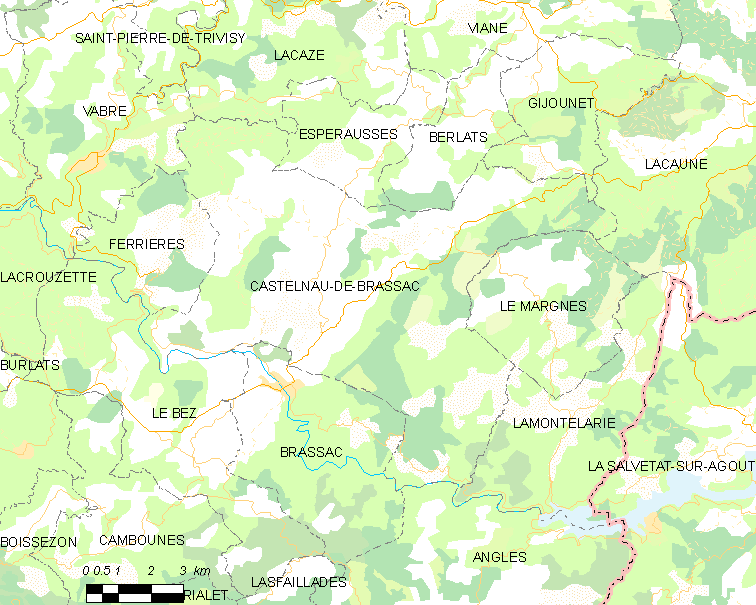
Castelnau-de-Brassac et ses communes avoisinantes.

### Communes limitrophes
| Vabre, Lacaze        | Espérausses, Berlats | Gijounet, Lacaune     |
| Ferrières (Fontrieu) | Castelnau-de-Brassac | Le Margnès (Fontrieu) |
| Le Bez, Brassac      | Anglès               | Lamontélarié          |

### Hameaux et lieux-dits
Biot, Oulès, Cugnasse, Sablayrolles, Soulègre, Cambous, Bessès, le Teil (Haut et bas), Gout, les Planquettes, Jaladieu, Cadoul, Fontbonne (Haut et Bas), Cazalits, Entrevergnes (Haut et Bas), la Borio Haute, la Fédial, Pessols, Arcanic, le Bruassou, la Borie Blanque, Cauquil, etc.

## Histoire
Par ordonnance royale du 29 décembre 1819 la commune de Castelnau est distraite du canton de Vabre et réunie au canton de Brassac
En 1824 est fondé à Oulias, sur le territoire la commune de Castelnau-de-Brassac, un couvent de l'institut des sœurs de Saint-Joseph. Elles y tiendront une école de filles, pensionnat et école d'enseignement ménagers. Les dernières sœurs quitteront les lieux en 1992.

### Héraldique
| Castelnau-de-Brassac | Son blasonnement est : De gueules à l'orme arraché d'or, au chef cousu d'azur chargé de trois fleurs de lys aussi d'or. |

## Politique et administration
| Période                                  | Période   | Identité            | Étiquette | Qualité |
| ---------------------------------------- | --------- | ------------------- | --------- | ------- |
| mars 2001                                | mars 2008 | Christian Rouquette | …         | …       |
| mars 2008                                | août 2013 | Christian Rigal ,   | …         | …       |
| août 2013                                | mars 2014 | Christian Rouquette | …         | …       |
| mars 2014                                | En cours  | Didier Gavalda      | …         | …       |
| Les données manquantes sont à compléter. |           |                     |           |         |

## Démographie
| 1793  | 1800  | 1806  | 1821  | 1831  | 1836  | 1841  | 1846  | 1851  |
| ----- | ----- | ----- | ----- | ----- | ----- | ----- | ----- | ----- |
| 2 892 | 3 400 | 4 239 | 4 454 | 4 552 | 4 573 | 4 680 | 4 706 | 4 796 |

| 1856  | 1861  | 1866  | 1872  | 1876  | 1881  | 1886  | 1891  | 1896  |
| ----- | ----- | ----- | ----- | ----- | ----- | ----- | ----- | ----- |
| 4 338 | 4 192 | 4 032 | 3 987 | 4 172 | 4 120 | 3 926 | 3 806 | 3 588 |

| 1901  | 1906  | 1911  | 1921  | 1926  | 1931  | 1936  | 1946  | 1954  |
| ----- | ----- | ----- | ----- | ----- | ----- | ----- | ----- | ----- |
| 3 419 | 3 152 | 2 887 | 2 558 | 2 365 | 2 197 | 1 923 | 1 654 | 1 439 |

| 1962  | 1968  | 1975 | 1982 | 1990 | 1999 | 2007 | 2011 | 2013 |
| ----- | ----- | ---- | ---- | ---- | ---- | ---- | ---- | ---- |
| 1 169 | 1 059 | 925  | 872  | 805  | 803  | 781  | 759  | 752  |

## Culture locale et patrimoine

### Personnalités liées à la commune
- François Hussenot (inventeur des enregistreurs de vol, dit boites noires) meurt dans le crash de son avion à proximité du hameau de la Borie Blanque.
- Louis Cavaillès (mécanicien de Jean Mermoz), né à Castelnau-de-Brassac
- Louis-Abel de Bonafous, dit l'abbé de Fontenay (1736-1806), journaliste et compilateur, né à Castelnau-de-Brassac[12]

## Pour approfondir